# إيلياس كوتياس
إيلياس كوتياس (بالإنجليزية: Elias Koteas) هو ممثل كندي، ولد في 11 مارس 1961 بمونتريال في كندا.

## أعمال

### أفلام
- (1990) سلاحف النينجا[7][8]
- (1993) سايبورغ 2
- (1993) سلاحف النينجا 3[9][10]
- (1998) الخط الأحمر الرفيع[11]
- (2002) الأضرار الجانبية[12]
- (2002) سيم ون
- (2005) أفضل لعبة لعبت على الإطلاق
- (2007) القناص[13]
- (2007) زودياك[14][15]
- (2008) الحالة المحيرة لبنجامين بتن[16][17][18]
- (2009) المطاردة في ولاية كونيكتكت[19][17]
- (2010) القاتل بداخلي
- (2010) جزيرة شاتر[20][21]
- (2011) منزل الأحلام
- (2013) الآن أنت تراني[22]

### مسلسلات
- أميريكان داد!
- القتل
- شيكاغو بي دي
- هاوس

## وصلات خارجية
- إيلياس كوتياس على موقع IMDb (الإنجليزية)
- إيلياس كوتياس على موقع ميتاكريتيك (الإنجليزية)
- إيلياس كوتياس على موقع روتن توميتوز (الإنجليزية)
- إيلياس كوتياس على موقع ألو سيني (الفرنسية)
- إيلياس كوتياس على موقع أول موفي (الإنجليزية)
- إيلياس كوتياس على موقع قاعدة بيانات برودواي على الإنترنت (الإنجليزية)
- إيلياس كوتياس على موقع قاعدة بيانات الأفلام السويدية (السويدية)
- إيلياس كوتياس على موقع إن إن دي بي (الإنجليزية)
- إيلياس كوتياس على موقع قاعدة بيانات الفيلم (الإنجليزية)
- إيلياس كوتياس على موقع كينوبويسك (الروسية)